# Jennifer Doris
Jennifer Doris est une joueuse de volley-ball américaine née le 3 novembre 1988 à Houston (Texas). Elle mesure 1,96 m et joue au poste de centrale. Elle totalise 18 sélections en équipe des États-Unis.

## Clubs
| Club                          | De        | À         |
| ----------------------------- | --------- | --------- |
| University of Texas at Austin | 2007-2008 | 2009-2010 |
| Gigantes de Carolina          | 2011-2011 | 2011-2011 |
| İqtisadçı VK                  | 2011-2012 | 2011-2012 |
| Hitachi Rivale                | 2012-2013 | 2012-2013 |
| PFU BlueCats                  | 2013-2014 | …         |

## Palmarès
- Championnat d'Amérique du Nord des moins de 20 ans
  - Vainqueur : 2006.